# 古瀬町
古瀬町（こせちょう）は、愛知県愛西市の地名。字が8つある。

## 地理
旧佐織町東部に位置する。東は千引町、西は小津町・北河田町・南河田町、南は津島市・諸桑町に接する。

### 字一覧
（五十音順・読みはyahoo!地図による）
- 江向（えむき）
- 大割（おおわり）
- 川東（かわひがし）
- 郷浦（ごううら）
- 郷内（ごうない）
- 古御堂（ふるみどう）
- 村内（むらうち）
- 村前（むらまえ）

## 歴史

### 沿革
- 江戸時代 - 尾張国海東郡の尾張藩領清洲代官所支配の古瀬村として所在[7]。
- 明治元年 - 尾張藩と今尾藩の相給地となる[7]。
- 1889年（明治22年） - 合併に伴い、勝幡村大字古瀬となる[7]。
- 1906年（明治39年） - 合併に伴い、佐織村大字古瀬となる[7]。
- 1939年（昭和14年） - 町制施行に伴い、佐織町大字古瀬となる[7]。
- 2005年（平成17年）4月1日 - 合併に伴い、愛西市古瀬町となる。

## 世帯数と人口
2019年（令和元年）5月1日現在の世帯数と人口は以下の通りである。
| 町丁   | 世帯数  | 人口  |
| ------ | ------- | ----- |
| 古瀬町 | 141世帯 | 369人 |

### 人口の変遷
国勢調査による人口の推移
| 2005年（平成17年） | 425人 | [ 8 ] |  |
| 2010年（平成22年） | 413人 | [ 1 ] |  |
| 2015年（平成27年） | 412人 | [ 9 ] |  |

## 小・中学校の学区
市立小・中学校に通う場合、学区は以下の通りとなる。
| 番・番地等 | 小学校             | 中学校             |
| ---------- | ------------------ | ------------------ |
| 全域       | 愛西市立勝幡小学校 | 愛西市立佐織中学校 |

## 交通
- 愛知県道79号あま愛西線（甚目寺街道）[5]

## 施設
- 熊野社[5]
- 真宗大谷派来光寺[5]

## その他

### 日本郵便
- 郵便番号 : 496-8004[3]（集配局：津島郵便局[11]）。